# Roswitha Hartl
Roswitha Hartl (15 de septiembre de 1962) es una deportista austríaca que compitió en judo. Ganó una medalla en el Campeonato Mundial de Judo de 1987, y cuatro medallas en el Campeonato Europeo de Judo entre los años 1984 y 1988.

## Palmarés internacional
| Campeonato Mundial | Campeonato Mundial    | Campeonato Mundial | Campeonato Mundial |
| Año                | Lugar                 | Medalla            | Categoría          |
| ------------------ | --------------------- | ------------------ | ------------------ |
| 1987               | Essen (RFA)           | Medalla de bronce  | –66 kg             |
| Campeonato Europeo |                       |                    |                    |
| Año                | Lugar                 | Medalla            | Categoría          |
| 1984               | Pirmasens (RFA)       | Medalla de plata   | –66 kg             |
| 1985               | Landskrona (Suecia)   | Medalla de plata   | –66 kg             |
| 1986               | Londres (Reino Unido) | Medalla de plata   | Abierta            |
| 1988               | Pamplona (España)     | Medalla de bronce  | –66 kg             |